# Pieralberto Carrara
Pieralberto Carrara   (Bèrgam, 14 de febrer de 1966) és un biatleta italià, ja retirat, que va competir durant les dècades de 1980 i 1990.
Durant la seva carrera esportiva va prendre part en quatre edicions dels Jocs Olímpics d'Hivern, el 1988, 1992, 1994 i 1998. Destaca una medalla de plata en la cursa dels 20 quilòmetres de l'edició de 1998, a Nagano. El 1992, als Jocs d'Albertville, fou quart en la prova de relleus.
En el seu palmarès també destaquen cinc medalles als Campionats del món de biatló, tres d'or i dues de bronze, entre el 1990 i el 1997.